# Little Bighorn
De Little Bighorn is een rivier in de Verenigde Staten die enigszins beroemd is als de locatie van de Slag bij de Little Bighorn, die daar plaatsvond in 1876. De Little Bighorn is een zijrivier van de rivier de Bighorn, die zelf weer uitvloeit in de Yellowstone, die uitvloeit in de Missouri, die uitvloeit in de Mississippi, die uitvloeit in de Golf van Mexico.
De Little Bighorn ontspringt in het noorden van Wyoming, aan de noordzijde van het Bighorngebergte. Hij stroomt naar het noorden, Montana in en door het reservaat van de Crow indianen, langs de plaats Crow Agency om uiteindelijk in de buurt van Hardin uit te vloeien in de Bighorn.
Het slagveld, dat nu onderdeel is van het "Little Bighorn Battlefield National Monument", ligt ongeveer acht kilometer ten zuiden van Crow Agency, aan de oostoever van de rivier.
- Gemeinsame Normdatei: 4202663-5
- National Archives and Records Administration: 10046901
- Nationale Bibliotheek van Tsjechië: ge766118
- Virtual International Authority File: 238419557